# 朴胜贤
朴胜贤（1989年10月5日—2013年5月6日）是韩国一名职业电子竞技选手，所擅长的游戏为《魔兽争霸3》，使用的游戏种族为亡灵族。有“意志亡灵”、“不屈亡灵”的称号。
朴胜贤自11岁时便因为罹患一种罕见的肌肉萎缩疾病而成为残障人士。 2013年5月6日，朴胜贤因病去世。

## 生平
朴胜贤在11岁患上罕见的肌肉失调症，他的家里很穷，并不能给予他很好的治疗，医生说他可能活不过20岁(现在他已经超过20岁了，他希望自己能到30岁)。疾病使他无法挺起脊梁和走路，脸部无法做出太多表情。全身只有手指和脖子可以正常控制，疾病导致肌肉萎缩，因病辍学。他的哥哥买的魔兽争霸III游戏使他着了迷。他逐渐走向专业化的道路。
朴胜贤比赛时需要用棉被顶住椅背以使脊梁能直立，不能按照自己的意愿用“Ctrl + #”对游戏单位进行编队，生活和比赛需要他哥哥的护理，在采访中他坦言疾病给他带来了很大的麻烦，“有时候我非常沮丧”。他每天训练4－8小时。
我的愿望不是维持健康，也不是成为职业选手，而是成为最好的《魔兽争霸III》选手，这是我唯一能做的让大家骄傲的事情。我知道自己的病无法治愈，而且我也不相信奇迹。我想做的只是尽自己最大的努力去寻找游戏中的乐趣，成为不可击败的选手，成为母亲坚强的儿子。

## 战绩

### 团队战绩
- 总决赛入围资格
- 总决赛入围资格

### 个人战绩
- 亚军
- ZOTAC WarCraft III Cup #55 第一名
- ZOTAC WarCraft III Cup #70 第一名
- ZOTAC WarCraft III Cup #78 第一名
- XP League Season 5 第四名